# Коли завмирає серце (графічний роман)
«Коли завмирає серце» (англ. Heartstopper) — це сучасний графічний роман і серія вебкоміксів про ЛГБТК+ для молодих людей, написаний та проілюстрований британською письменницею Еліс Осман. Він розповідає про життя Ніка Нельсона та Чарлі Спрінґа, як вони зустрічаються та закохуються. Серіал є розширеною адаптацією роману Осман 2015 року «Нік і Чарлі», хоча персонажі спочатку з'явилися в її романі «Солітер» 2014 року.
На основі цього графічного роману було знято однойменний серіал від Netflix, сценарій для якого також написала Еліс Осман, а в головних ролях Ніка та Чарлі знялися Кіт Коннор і Джо Локк відповідно. Графічний роман і його адаптація були схвалені критиками, серіал було продовжено на другий і третій сезони.

## Сюжет
«Коли завмирає серце» розповідає історію Чарлі Спрінґа та Ніка Нельсона — двох британських школярів, які навчаються у вигаданій гімназії «Тругем», як вони зустрічаються та закохуються. Роман також розповідає про життя та стосунки їхніх друзів, багато з яких належать до ЛГБТК+.

## Персонажі

### Головні
- Чарльз «Чарлі» Спрінґ — учень 10 класу, який нещодавно зробив камінг-аут, закоханий в Ніка. Він страждає на розлад харчової поведінки.
- Ніколас «Нік» Нельсон — популярний учень 11 класу, який грає за шкільну команду з регбі. Він бісексуал, усвідомив це після того, як розвинув романтичні почуття до Чарлі.

### Друзі
- Тао Сюй — один із близьких друзів Чарлі, а пізніше хлопець Ель.
- Ель Ерджент — подруга Чарлі і дівчина Тао. Вона трансгендер і відвідує школу для дівчат «Гіґс».
- Тара Джонс — лесбійка та давня подруга Ніка, яка стає його довіреною особою, коли він починає досліджувати свою сексуальність. Вона перебуває у відносинах з Дарсі.
- Дарсі Олссон — дівчина Тари.
- Елед Ласт — демісексуальний друг Чарлі та головний герой ще одного роману Осман «Радіомовчання».
- Сахар Захід — нова подруга групи, яка починає шостий клас разом з Ніком.

### Інші
- Вікторія «Торі» Спрінґ — асексуальна старша сестра Чарлі та головний герой роману Осман «Солітер».
- Бенджамін «Бен» Гоуп — закритий гей, з яким у Чарлі були токсичні стосунки.
- Гаррі Ґрін — гомофобний хуліган.
- Сара Нельсон — мама Ніка. Вона розлучена з батьком Ніка, Стефаном, французом.
- Олівер «Оллі» Спрінґ — молодший брат Чарлі.
- Джейн Спрінґ — мама Чарлі.
- Джуліо Спрінґ — тато Чарлі.
- Девід Нельсон — старший брат Ніка, який заперечує сексуальність Ніка.
- Неллі Нельсон — перша собака Ніка породи бордер-колі.
- Генрі Нельсон — друга собака Ніка породи мопс.

## Розробка та випуск
Персонажі Нік Нельсон і Чарлі Спрінґ вперше з'явилися в романі Еліс Осман 2014 року «Солітер» як персонажі другого плану. Осман сказала, що вона «закохалася» в героїв, коли писала цей роман, і вирішила, що їй потрібно розповісти їхню історію. Спочатку Осман планувала написати роман, але згодом зрозуміла, що їхній історії потрібна епізодична структура, яка більше підходить для формату вебкоміксу чи графічного роману, ніж традиційного роману.
Осман почала публікувати вебкомікс на Tumblr і Tapas у вересні 2016 року. Він отримав значну кількість прихильників, і Осман вирішила самостійно опублікувати обмежений тираж фізичних копій перших двох розділів. 20 червня 2018 року вона запустила кампанію на Kickstarter, щоб допомогти профінансувати видання, і протягом двох годин досягла цільової суми. У жовтні 2018 року Hachette Children's Group придбала права на фізичну публікацію перших двох томів роману, а в січні наступного року придбала права на третій і четвертий томи роману. Перший том був опублікований 7 лютого 2019 року, а потім другий том 11 липня того ж року. Третій і четвертий томи вийшли 6 лютого 2020 року і 6 травня 2021 року відповідно. П'ятий том планується випустити 7 грудня 2023 року, а шостий і останній том був анонсований.
Осман також почала публікувати графічний роман на Webtoon після фізичних публікацій перших двох томів у серпні 2019 року. Крім того, 11 червня 2020 року було опубліковано книжку-розмальовку The Heartstopper Colouring Book, а 13 жовтня 2022 року видано The Heartstopper Yearbook від Hachette та Graphix.

## Випуск

### Томи
| № | Назва | Глави коміксу | Англійською     | Англійською               | Англійською        | Українською       | Українською | Українською            |
| № | Назва | Глави коміксу | Дата публікації | Видавництво               | ISBN               | Дата публікації   | Видавництво | ISBN                   |
| - | ----- | ------------- | --------------- | ------------------------- | ------------------ | ----------------- | ----------- | ---------------------- |
| 1 | Том 1 | 1–2           | 7 лютого 2019   | Hachette Children's Group | ISBN 9781444951387 | 10 листопада 2022 | Видавництво | ISBN 978-617-7818-76-1 |
| 2 | Том 2 | 3             | 11 липня 2019   | Hachette Children's Group | ISBN 9781444951400 | 13 лютого 2023    | Видавництво | ISBN 978-617-7818-71-6 |
| 3 | Том 3 | 4             | 6 лютого 2020   | Hachette Children's Group | ISBN 9781444952773 | 27 квітня 2023    | Видавництво | ISBN 978-617-7818-66-2 |
| 4 | Том 4 | 5–6           | 6 травня 2021   | Hachette Children's Group | ISBN 9781444952797 | 24 липня 2023     | Видавництво | ISBN 978-617-7818-61-7 |
| 5 | Том 5 | 7             | 7 грудня 2023   | Hachette Children's Group | ISBN 9781444957655 | 9 лютого 2024     | Видавництво | ISBN 978-617-7818-91-4 |
| 6 | Том 6 | 8 + Епілог    | TBA             | Hachette Children's Group | TBA                | TBA               | Видавництво | TBA                    |

### Пов'язані книги
| Назва                                   | Англійською     | Англійською               | Англійською        | Українською     | Українською | Українською        |
| Назва                                   | Дата публікації | Видавництво               | ISBN               | Дата публікації | Видавництво | ISBN               |
| --------------------------------------- | --------------- | ------------------------- | ------------------ | --------------- | ----------- | ------------------ |
| Книга-розмальовка «Коли завмирає серце» | 11 липня 2020   | Hachette Children's Group | ISBN 9781444958775 | 7 квітня 2025   | Видавництво | ISBN 9786177818853 |
| The Heartstopper Yearbook               | 13 жовтня 2022  | Hachette Children's Group | ISBN 9781444968392 | TBA             | Видавництво | TBA                |

## Критика
Пишучи для The National, Джемма Маклафлін хвалила романи за здатність «привертати увагу» через «маленькі історії, з яких складається життя», а не через повороти сюжету та важку драму. Вона назвала історію «безмежно гостинною з героями, які здаються друзями в реальному житті», назвавши Чарлі «надзвичайно симпатичним» і високо оцінивши ставлення до його психічного здоров'я в романах. Publishers Weekly сказав, що «неквапливий темп романів і зосередженість на повсякденних подіях… дозволяє стосункам героїв розвиватися природним, близьким шляхом», і заявив, що художній стиль доповнює тон історії. Імоджен Рассел Вільямс у «Літературному додатку до The Times» назвала стиль ілюстрації Осман «вільним і плавним» і сказала про романи, що вони «[прямо пов'язані] з соромом, страхом і тривогою, солодко виводячи їх на світло». AV Club включив вебкомікс до свого списку «Найкращі комікси 2018 року», а Кейтлін Росберг сказала, що він «найкраще визначається своєю добротою як до персонажів, так і до читача». Metaphrog також включив комікс до списку The Herald 2019 року «Найкращі комікси та графічні романи року за вибором творців коміксів».
У рецензії на другий том Тіффані Бебб з The AV Club високо оцінила відтворення в книзі мистецтва вебкоміксу, використання пробілу та рукописний напис Осман, який, за її словами, є «виразним… таким чином, що здається одночасно унікальним. до її стилю та органічно до темпу комічного». Вона вважала, що ставлення до героїв Чарлі та Ніка демонструє «рівень розуміння та турботи, який підносить історію», і стверджувала, що історія «ніколи не знецінювала та не ігнорувала» інших стосунків персонажів із друзями та родиною. Сара Г'юз включила третій том у газетний список «Художня література для молоді: 25 найкращих нових книг 2020 року». Пруденс Вейд оцінила четвертий том 8/10 для The Independent і назвала його «зворушливою історією про підліткове кохання та прийняття того, ким ти є». Фіона Ноубл також включила четвертий том до списку The Guardian «Найкращі дитячі книжки 2021 року», описавши його як «радісний, ніжний погляд на перше кохання та стосунки з інклюзивним акторським складом».

## Телевізійна адаптація
Телевізійна адаптація Коли завмирає серце почала розроблятися після того, як See-Saw Films придбала права в липні 2019 року. У січні 2021 року стрімінговий сервіс Netflix отримав дозвіл на створення серіалу з восьми епізодів за сценарієм Осман з Джо Локком і Кітом Коннором у ролях Чарлі та Ніка відповідно. Прем'єра відбулася 22 квітня 2022 року, отримавши високу кількість глядачів і схвалення критиків, а пізніше була продовжена на другий і третій сезони.
Перший том «Коли завмирає серце» було перевидано 28 квітня 2022 року з новою обкладинкою, на якій зображені Локк і Коннор у ролях Чарлі та Ніка, які відтворюють оригінальну ілюстровану обкладинку. Графічний роман став найбільш продаваною дитячою книгою у Великій Британії завдяки популярності серіалу від Netflix.